# Acrocomia hassleri
Acrocomia hassleri é uma espécie de palmeira, endêmica do Brasil.